# Länsväg 178
De Zweedse weg 178 (Zweeds: Länsväg 178) is een provinciale weg in de provincie Västra Götalands län in Zweden en is circa 17 kilometer lang.

## Plaatsen langs de weg
- Varekil
- Ellös

## Knooppunten
- Länsväg 160 bij Varekil (begin)